# 李春皜
李春皜（1582年—？年），字元素，號西崐，浙江杭州府錢塘縣人，明朝官員。

## 生平
丙午浙江鄉試第五十九名舉人，萬曆三十八年（1610年）庚戌科會試一百九十四名，第三甲第六十名進士。禮部觀政，授福建泉州府晉江縣知縣，卒。

## 家族
曾祖李廷瑞，庠生；祖李景暉，壽官；父李上律，歲貢教授；前母張氏；母徐氏。永感下。兄春白；春皋。子李喬楫；李喬㭿。